# Thanhouser Film Corporation
Thanhouser Company (depois Thanhouser Film Corporation) foi um dos primeiros estúdios de cinema estadunidenses. Foi fundado em 1909 pelo empresário teatral Edwin Thanhouser, em New Rochelle, e operou até 1918, com a produção e distribuição de filmes.

## Histórico
Foi fundado em 1909 por Edwin Thanhouser em New Rochelle. Thanhouser havia feito fortuna gerenciando a Academy of Music Theater, em Milwaukee, Wisconsin, e decidiu entrar no ramo de cinema, mediante o crescimento da fama cinematográfica em Hollywood e na Califórnia. Nova York e Nova Jérsei representavam o centro de negócios na América, e Thanhouser imaginou a criação de um negócio de cinema em Nova York, onde várias outras empresas já tinham alcançado sucesso, tais como a Biograph Company e Vitagraph Studios. Edison fazia filmes no norte de Nova Jérsei. Na época, New Rochelle era considerado um lugar elegante para os produtores da Broadway. Ao chegar em New Rochelle, um mediador imobiliário lhe indicou um rinque de patinação recentemente desocupado, no cruzamento de Warren, Growe e Center, que poderia ser adequado; Edwin aceitou e ali fundou o seu estúdio.
Em 1912 a Thanhouser inaugurou um estúdio em Jacksonville, na Flórida, e em março desse mesmo ano foi comprada por um sindicato liderado por Charles J. Hite. Hite e seus parceiros John R. Freuler e Harry E. Aitken adquiriram a Thanhouser Company de Edwin Thanhouser por $250,000 em 15 de abril de 1912, em uma transação arranjada por Harry E. Aitken e outros dirigentes da Mutual Film Corporation. Charles J. Hite foi nomeado, então, presidente da Companhia, que foi recapitalizada e renomeada Thanhouser Corporation. Edwin Thanhouser decidiu permanecer por lado como supervisor e diretor de cinema até o final de 1913.
Em 1913, os estúdios da Thanhouser em New Rochelle foram destruídos por um incêndio. Ainda nesse ano, foi contratada a famosa atriz de teatro Maude Fealy e houve o lançamento do primeiro seriado produzido pela companhia, “The Million Dollar Mystery”.
Em 1914, Charles J. Hite morreu em um desastre de automóvel, e Edwin Thanhauser voltou como chefe do estúdio. Edwin Thanhouser aposentou-se em fevereiro de 1918 e o estúdio foi alugado por Clara Kimball Young. Em 1919, foi vendido para Crawford Livingston e Wilbert Shallemberger e, no mesmo ano, passou a ser o local das filmagens da B.A. Rolfe Photoplays.

## Arrow e Rayart
Os irmãos Shallenberger, futuros fundadores da Arrow Film Corporation, ingressaram no negócio cinematográfico com uma ativa participação na Thanhouser Company e, percebendo o valor financeiro de um seriado bem feito, fundaram a Arrow. Enquanto estavam filiados à Thanhouser, os Shallenberger conheceram W. Ray Johnston e, quando a Thanhouser cessou suas atividades, Johnston se juntou aos irmãos Shallenberger na Arrow, deixando-a depois para fundar a sua própria companhia, a Rayart Pictures Corporation.

## Atores
A Thanhouser usava muitas crianças em seus filmes e entre as que estavam sob contrato figuravam: Helen Bagley, Marie Eline, Marion e Madeline Fairbanks (as gêmeas da Thanhouser).
Alguns dos atores mais conhecidos da Thanhouser foram: Florence La Badie, Mignon Anderson, Marguerite Snow, James Cruze e William Russell.

## Filmografia
A Thanhouser produziu mais de 1000 filmes mudos, destacando-se entre eles:
- "The Cry of the Children",[6] selecionado em 2011 pela National Film Preservation Board da Library of Congress para ser incluído no National Film Registry, que reconhece os filmes pelo seu valor cultural, histórico ou estético.[7] Film Preservation Board descreve esse melodrama de 1912, parte do qual foi filmado em uma fábrica de trabalho têxtil, como uma obra fundamental em relação aos movimento estadunidense para a reforma do trabalho infantil nos anos antes da Primeira Guerra Mundial. De acordo com a Film Preservation Board, um influente crítico da época o chamou de “mais ousado, mais oportuno e mais eficaz apelo para eliminar o mais cruel de todos os abusos sociais”.[7]
- "The Evidence of the Film",[8] um filme de 15 minutos de 1913, entre os 25 filmes selecionados pela National Film Registry em 2001.[9]
- Em 1916, A Thanhouser realizou o filme no qual Jeanne Eagels fez sua estréia no cinema, “The World and the Woman”.[10] O filme demonstrou avanços importantes na edição, na técnica, na filmagem e na complexidade da história. Parte da história foi baseada em um dos sucesso de Eagels no Teatro, "The Outcast".
- Outro filme importante da Thanhouser foi “The Fires of Youth” (“Chamas da Juventude”),[11] em 1917.
- O seriado The Million Dollar Mystery foi um sucesso. Realizado sem que o último capítulo fosse escrito; 22 capítulos foram escritos baseados no título, e foi oferecido um prêmio de $10,000 para a melhor sugestão de final ("$10,000 por 100 palavras").[12] Milhares de cartas foram recebidas e, Ida Damon, uma secretária de St. Louis, Missouri, venceu o concurso.[13] Em um golpe publicitário, a personagem Florence Hargreaves foi dada como desaparecida; detalhes do enredo foram colocados no jornal, como se fossem reais. Apenas 7 dias depois foi revelada a verdade, que se tratava apenas de ficção.[14] O seriado alcançou tal sucesso que motivou uma sequência, "Zudora", que antes fora chamado de "The Twenty Million Dollar Mystery". No entanto, a seqüência não fez o mesmo sucesso que o predecessor.[14][15]